# Lògica matemàtica
La lògica matemàtica és la disciplina inclosa en la matemàtica que estudia els sistemes formals en relació amb la manera en què aquests codifiquen els conceptes intuïtius de demostració matemàtica i computació com una part dels fonaments de la matemàtica. S'ha format com a resultat d'aplicar, en el terreny de la lògica, els mètodes formals de la matemàtica basats en l'ocupació d'un llenguatge especial de símbols i fórmules. En la lògica matemàtica, el pensament lògic de contingut (processos del judici i de la demostració) s'estudia representant per mitjà de sistemes lògics formals o càlculs. Resulta, doncs, que la lògica matemàtica, pel seu objecte és lògica, i pel seu mètode és matemàtica.
Es pot entendre com la matemàtica de la lògica, ja que comprèn aquelles parts de la lògica que poden ser modelades matemàticament.
Anteriorment la lògica matemàtica es coneixia com a lògica simbòlica i metamatemàtica que ara són termes restringits a determinats aspectes de la teoria de la prova. Aquesta conté generalitzacions de llarg abast, i el desenvolupament de les idees i mètodes de la lògica formal tradicional constitueix precisament l'etapa present d'el desenvolupament de la lògica formal. La lògica matemàtica contemporània inclou en si una sèrie de càlculs lògics que constitueixen una teoria sobre aquests càlculs, sobre les seves premisses, propietats i aplicacions. Al costat de l'estudi de l'estructura formal dels càlculs lògics (Sintaxi lògica), en la lògica matemàtica sorgeix també la necessitat d'examinar les relacions entre els càlculs i les esferes de contingut que serveixen per a les interpretacions i models d'aquestes relacions. En aquesta qüestió es esbossa la problemàtica de la semàntica lògica. La sintaxi lògica i la semàntica s'inclouen en la metalògica, teoria sobre els recursos per a descriure les premisses i les propietats dels càlculs lògics.
Van ser George Boole i Augustus De Morgan, durant el segle xix, els que van sistematitzar matemàticament la lògica, per això van haver de reformar i completar la lògica tradicional aristotèlica.
La lògica matemàtica inclou la teoria de models i la teoria de la demostració i recursió o altrament computabilitat, branca aquesta compatida amb la ciència informàtica. Gran part de la lògica matemàtica moderna s'ocupa de qüestions metalògiques.

## Proposicions i operacions lògiques
Una proposició o enunciat és una oració que pot ser falsa o veritable però no les dues alhora. La proposició és un element fonamental de la lògica matemàtica.
A continuació es tenen alguns exemples de proposicions vàlides i no vàlides, i s'explica el perquè alguns enunciats no són proposicions. Les proposicions s'indiquen per mitjà d'una lletra minúscula, dos punts i la proposició pròpiament dita. Exemple.
p: La terra és plana.
q: -17 + 38 = 21
r: x> i-9
s: El Morelia serà campió en la present temporada de Futbol.
t: Hola com estàs?
w: Renta el cotxe per favor.
Els incisos p i q sabem que poden prendre un valor de fals o veritable; per tant són proposicions vàlides. L'incís r també és una proposició valida, tot i que el valor de fals o veritable depèn del valor assignat a les variables x i i en determinat moment. La proposició de l'incís s també està perfectament expressada encara per dir si és falsa o veritable s'hauria d'esperar que acabés la temporada de futbol. No obstant això els enunciats t i w no són vàlids, ja que no poden prendre un valor de fals o veritable, un d'ells és una salutació i l'altre és una ordre.

## Història
L’Organon va ser l'obra principal de lògica d'Aristòtil, i dins d'aquest, els Primers analítics va ser el primer treball explícit en lògica formal. En aquesta obra s'introdueix el sil·logisme lògic. En la seva forma primitiva alguns conceptes inicials de la lògica matemàtica es troben ja en la teoria de l'escola estoica de Mègara (segle III aC).
El desenvolupament de la lògica moderna es divideix en cinc períodes: embrionari, algebraic, Logicisme, metamatemàtic i després de la Segona Guerra Mundial.

### Període embrionari
Leibniz per primera vegada va formular la idea de càlcul lògic, però no es van formar escoles i es van abandonar els intents periòdics aïllats o van passar desapercebuts.

### Període algebraic
L'àlgebra de la lògica, com a sistema algebraic explícit que mostra l'estructura matemàtica subjacent de la lògica, va ser introduïda per George Boole al seu llibre The Mathematical Analysis of Logic de 1847. Amb ell s'inicia el desenvolupament de l'anomenada àlgebra de la lògica. En lloc d'una llista de formes d'argumentació vàlides, la validesa dels arguments es va determinar sobre la base de principis i regles generals i es va proporcionar un mètode eficaç per demostrar lleis lògiques sobre la base d’un sistema de postulats. Ernst Schröder, inspirant-se en treballs anteriors de Hermann i Robert Grassmann, i fent servir el marc desenvolupat per Charles Sanders Peirce, va desenvolupar, resumir i sistematitzar i sistematitzar els assoliments del segle xix en l'àlgebra de la lògica en el seu treball de tres volums Vorlesungen über die Algebra der Logik (1890–1910).

### Logicisme
A finals de segle xix en l'estudi de la lògica matemàtica s'inicia una nova direcció relacionada amb les investigacions de la matemàtica tendents a fonamentar els seus conceptes i els seus procediments demostratius. Gottlob Frege, professor de la Universitat de Jena, a Turíngia, Alemanya, es considera el principal lògic del segle XIX i un dels fundadors de la lògica simbòlica, així com un dels aportadors de la filosofia analítica centrada en la filosofia del llenguatge, la lògica i les matemàtiques. Va proporcionar una base per a la disciplina moderna de la lògica, desenvolupant un mètode clar per a representar formalment la lògica dels pensaments i les inferències. Frege va desenvolupar una notació formal per metoditzar el pensament i el raonament. Aquesta notació es va descriure per primera vegada al seu Begriffsschrift (1879), i en la versió revisada en el seu Grundgesetze der Arithmetik (1893/1903) en dos volums.
Per la seva part Giuseppe Peano, va crear un llenguatge lògic simbòlic en el que expressar totes les disciplines deductives que va permetre grans avenços tant per a la lògica com per a la matemàtica, que va culminar en l'obra de referència en lògica formal escrita per Bertrand Russell i Alfred Whitehead ("Principia Mathematica", 1910-1913) i David Hilbert. En aquest període, es creen els sistemes lògics fonamentals, ja clàssics: el càlcul proposicional i el càlcul de predicats.

### Període metamatemàtic
Entre 1910 i la dècada de 1930 es va desenvolupar la metalògica, en el sistema finitista d’Hilbert, i el teorema de Löwenheim-Skolem que estableix que si una proposició de primer ordre és satisfactible, aleshores té un model numerable finit o infinit. La demostració es va publicar el desembre de 1915 a la revista Mathematische Annalen, amb el títol de Über Möglichkeiten im Relativkalkül i hi segueix la tradició del càlcul de predicats establerta per Peirce i Schröder., la combinació de lògica i metalògica en l’obra de Gödel i Tarski. El teorema de la incompletesa de Gödel del 1931 va ser un dels majors èxits de la història de la lògica. Més tard, a la dècada de 1930, Gödel va desenvolupar la noció de constructibilitat teòrica dels conjunts.

### Després de la Segona Guerra Mundial
En el període posterior a la Segona Guerra Mundial la lògica matemàtica es va ramificar en quatre àrees de recerca interrelacionades però separades: teoria de models, la teoria de la demostració, la teoria de computabilitat i la teoria de conjunts, i les seves idees i mètodes van començar a influir en la filosofia.

## Aplicacions
La lògica matemàtica troba aplicació en electrònica (investigació dels relés de contacte i dels esquemes electrònics), en tècnica calculatòria (programació), en cibernètica (teoria dels dispositius automàtics), en neurofisiologia (modelació de xarxes neuronals), i en lingüística (lingüística estructural i semiòtica). La vella lògica formal no coneixia aquesta estreta concatenació de la problemàtica lògica amb la resolució dels problemes científics especials, ni la utilització de la lògica com a instrument de les investigacions científiques concretes.

## Teoria de models
La teoria de models és la branca de la matemàtica que estudia les estructures matemàtiques, com ara els grups, els cossos, els grafs o àdhuc els models de la teoria de conjunts, amb les eines de la lògica matemàtica. Està estretament relacionada amb l'àlgebra i l'àlgebra universal. Els seus objectes d'estudi són models de teories en un llenguatge formal. Hom diu que un conjunt d'enunciats en un llenguatge formal és una teoria; un model d'una teoria és una estructura que satisfà els enunciats d'aquesta teoria. La teoria de models està íntimament lligada amb una dualitat: examina els elements semàntics (significat i veritat) mitjançant els elements sintàctics (fórmules i demostracions) del llenguatge. La teoria de models es va desenvolupar ràpidament durant la dècada de 1990. De la mateixa manera que la teoria de la demostració, la teoria de models està situada a cavall entre les matemàtiques, la filosofia i les ciències de la computació.

## Teoria de la demostració
És una branca de la lògica matemàtica que representa les demostracions com a objectes matemàtics formals, facilitant la seva anàlisi mitjançant tècniques matemàtiques. Les proves es presenten normalment com a estructures de dades definides inductivament, com ara llistes, llistes en quadres o arbres, que es construeixen d'acord amb els axiomes i regles d'inferència del sistema lògic. Els orígens provenen d'un article de K. Gödel (1933), on introdueix traduccions de la lògica proposicional intuïcionista a la lògica modal, i esmenta breument que la demostrabilitat es pot veure com un operador modal. Per alguns matemàtics com David Hilbert era important fonamentar més rigorosament el punt de partida d'algunes branques de la matemàtica. Per a Hilbert, la base dels conceptes matemàtics és intuïtiva, però la matemàtica és la ciència de les estructures entre símbols, amb independència del seu significat i la matematització consisteix en la presentació de conceptes i axiomes com a convencions al marge del seu origen intuïtiu. Hilbert elaborà una teoria de la demostració o metamatemàtica. La formalització de la demostració mitjançant un sistema logístic possibilita una teoria objectiva de les demostracions i de la demostrabilitat, on les demostracions específiques són tractades com concretes manipulacions de fórmules.

## Lògica computacional
L'estudi de la teoria de la computabilitat en informàtica està estretament relacionat amb l'estudi de la computabilitat en lògica matemàtica però els informàtics sovint se centren en llenguatges de programació concrets i en una computabilitat factible, mentre que els investigadors en lògica matemàtica sovint se centren en la computabilitat com a concepte teòric i en la no computabilitat. La teoria de la semàntica dels llenguatges de programació està relacionada amb la teoria de models, igual que la verificació de programes, en particular, la comprovació de models. La correspondència Curry-Howard entre proves i programes es relaciona amb la teoria de la prova, especialment la lògica intuïcionista. Els càlculs formals com el càlcul lambda i la lògica combinatòria ara s'estudien com a llenguatges de programació idealitzats. La informàtica també contribueix a les matemàtiques desenvolupant tècniques per a la comprovació automàtica o fins i tot la recerca de proves, com la demostració automatitzada de teoremes i la programació lògica. La teoria de la complexitat descriptiva relaciona les lògiques amb la complexitat computacional. El primer resultat significatiu en aquesta àrea, el teorema de Fagin (1974), va establir que NP és precisament el conjunt de llenguatges expressables per frases de lògica existencial de segon ordre.